# Рвачов Володимир Ігорович
Володи́мир І́горович Рвачо́в (нар. 2 травня 1974 — пом. 16 листопада 2014) — полковник (посмертно) 169-го навчального центру Сухопутних військ Збройних Сил України, загинув в ході російсько-української війни.

## Життєпис
1995 року закінчив Одеський інститут Сухопутних військ; проживав у смт Десна (Козелецький район). Підполковник, командир ротної тактичної групи 169-го навчального центру Сухопутних військ ЗСУ.
16 листопада 2014 року поблизу Дебальцевого на блокпосту «Гостра Могила» — курган між селами Польове та Орлово-Іванівка — на фугасі підірвалась військова вантажівка «Урал»; від розриву міни загинули Володимир Рвачов, полковник Микола Яжук і майор Віталій Вашеняк, солдат Олександр Іщенко.
Похований у смт Десна.
Без Володимира лишились брат, дружина, двоє дітей.

## Нагороди та вшанування
- 15 травня 2015 року за особисту мужність і героїзм, виявлені у захисті державного суверенітету та територіальної цілісності України, вірність військовій присязі під час російсько-української війни, відзначений — нагороджений орденом Богдана Хмельницького III ступеня (посмертно).[1]